# Сераково (Косцянський повіт)
Сераково (пол. Sierakowo) — село в Польщі, у гміні Косцян Косцянського повіту Великопольського воєводства.
Населення — 270 осіб (2011).
У 1975-1998 роках село належало до Лешненського воєводства.

## Демографія
Демографічна структура станом на 31 березня 2011 року:
|          | Загалом | Допрацездатний вік | Працездатний вік | Постпрацездатний вік |
| -------- | ------- | ------------------ | ---------------- | -------------------- |
| Чоловіки | 129     | 31                 | 80               | 18                   |
| Жінки    | 141     | 29                 | 80               | 32                   |
| Разом    | 270     | 60                 | 160              | 50                   |